# Steganomus ennediensis
Steganomus ennediensis är en biart som beskrevs av Gregory B. Pauly 1990. Steganomus ennediensis ingår i släktet Steganomus och familjen vägbin. Inga underarter finns listade i Catalogue of Life.